# Capatárida
Capatárida – miasto w Wenezueli, w stanie Falcón.